# Фелекезела Мфоко
Репорт Фелекезела Мфоко (англ. Report Phelekezela Mphoko, 11 червня 1940, Гвізана, Південна Родезія — 6 грудня 2024) — зімбабвійський державний і політичний діяч, політик, другий віце-президент Зімбабве, а також посол Зімбабве в РФ, Україні, Азербайджані, Ботсвані та ПАР.

## Життєпис
Народився в 1940 році в Південній Родезії. Мфоко навчався в Радянському Союзі як військовий стратег, перш ніж повернутися до Родезії, щоб приєднатися до збройної боротьби. Під час війни за незалежність у 1970-і роки Мфоко був командувачем Народної революційної армії Зімбабве, відповідальним за матеріально-технічне забезпечення разом з Альфредом Микитою Мангеном (політичним комісаром), Джоном Дубі (заступником комісара), Енокі Цангане (заступниками), Гордоном Муньяні (начальником служби безпеки і розвідки), Амброуз Мутінхірі (початкова підготовка), Девід Мойя (заступники політичних справ) і Августом Мудзінгва (головний медицина). Незадовго до того, як Зімбабве отримало незалежність, він був призначений представником Африканського народного союзу Зімбабве в Мозамбіку. У той час Мфоко працював з Джейкобом Зумою (майбутнім президентом ПАР), який був на весіллі Мфоко у 1977 році, показуючи, наскільки сильна їхня дружба.
Пізніше Мфоко був призначений до Вищого командування Народної армії Зімбабве з п'яти чоловік, яке був сформоване, коли Зімбабвійська народна революційна армія, військове крило Джошуа Нкомо, яка приєдналася до Африканського народному союзу Зімбабве (ЗАПУ), і Африканська національна визвольна армія Зімбабве, військове крило Роберта Мугабе — Африканський національний союз Зімбабве (ЗАН) партія була об'єднана в розпалі визвольних змагань.
Мфоко служив послом Зімбабве в Ботсвані і РФ (2006—2010), перш ніж був переведений до Преторії послом в ПАР.
Його призначення на посаду віце-президента в кінці 2014 року викликало обурення деяких членів ЗАНУ-ПФ, які стверджували, що він не займав якусь керівну посаду в уряді або кабінеті і погано знайомий з ситуацією в Зімбабве, так як він занадто довго не був в країні. Саймон Хая Мойо, який здавався ймовірним кандидатом стати віце-президентом, був єдиним помічником Нкомо під час визвольної війни, в той час як Мфоко був начальником відділу логістики зімбабвійських народно-революційної армії. Мфоко заявив, що серед тих, що вижили колишніх кадрів ЗАПУ він був найстаршим, як колишній член вищого командування Зіпи, і тому був найбільш вдалим кандидатом на одну з двох віце-президентських позицій, як зазначено в Угоді про єдність, підписаному в 1987 році між Нкомо і Мугабе, коли ЗАПУ і ЗАНУ були об'єднані в одну партію.
10 грудня 2014 року президент Мугабе остаточно призначив Мфоко віце-президентом разом з Еммерсон Мнангагвой (який представляв крило партії ЗАНУ). Мфоко також отримав міністерський портфель національного зцілення, миру і примирення. 6 липня 2015 року Мугабе призначив Мфоко відповідальність за координацію та здійснення політики.
Під час політичної кризи в Зімбабве в кінці листопада 2017 роки після відставки Роберта Мугабе з поста президента Зімбабве, де-юре Мфоко повинен був стати виконувачем обов'язків президента, однак він втік з країни і був виключений з провладної партії ЗАНУ-ПФ. Термін повноважень Мфоко як віце-президента офіційно закінчився зі вступом на посаду президента Мнангагви після відставки кабінету міністрів 27 листопада 2017 року.